# 葵涌循道中學
葵涌循道中學（英語：Kwai Chung Methodist College，簡稱葵循），是香港葵青區一所中學，位於葵涌麗瑤邨，於1978年創立。

## 歷史
葵涌循道中學於1978年創校。在開辦首年，由於校舍僅局部完工，上學期只能使用其中三層，且只能半日上課，直至1979年初才改為全日上課。

## 歷屆行政人員

### 校監
- 沈立仁 牧師（1978年-1981年，創校校監）
- 沈冠堯 牧師（1981年-1988年、1991年-1998年）
- 楊豪萬 牧師（1988年-1991年）
- 李鼎新 牧師（1998年-2004年）
- 吳思源 先生（2004年-2013年）
- 陳崇一 醫生（2013年-2017年）
- 梁郇光 先生（2017年-2021年）
- 林彥民 教授（2021年-2024年）
- 江志群 醫生（2025年起，現任校監）

### 校長
- 呂立功 先生（1978年 - 1984年，創校校長）
- 陳姚穗瓊 女士（1984年 - 1994年）
- 陳嘉麗 女士（1994年 - 2005年）
  - 張天送 先生（2005年 - 2006年，署任校長）
- 黃兆雄 先生（2006年 - 2016年）
- 林美儀 女士（2016年 - 2024年，由同系華英中學平調）[2]
- 呂光耀 先生 （2024年起，現任校長）

### 副校長
- 賴芳婷 女士（2006 - 2017， 於2017年退休）
- 鄭榮華 先生（2007 - 2020）
- 梁偉漢 先生（2010 - 2023， 於2023年退休）
- 溫家輝 先生（2021 - 2023， 後升任至保良局姚連生中學任校長）
- 鐘美瑤 女士（2023年起，現任副校長）
- 盧凱儀 女士（2024年起，現任副校長）

## 事件

### 老師擅剪學生頭髮侵犯人權
2014年9月1日，開學前已把頭髮剪短的一名葵涌循道中學中三男學生被訓導主任指前額頭髮過長「犯校規」，要求學生盡快剪短。翌日，該名男學生未有剪短頭髮，而訓導主任則要求該名男學生即場以自己方式剪髮，其後訓導主任更言：「未得喎，咁我幫你剪！」，擅自剪掉男生前額一大截頭髮。該名男學生因而情緒低落，情緒大受打擊。家長直斥葵涌循道中學校方侵犯人權。教育局指學校行事需合法及顧及學生自尊。多名人民透過討論區留言指，涉事老師處理手法過分。2日後，該名男學生的家長與校方會面，校方承認處理手法不當，並對事件表示歉意，而涉事訓導老師已向男生道歉。

### 校方干預學生言論自由 引來學生抗議

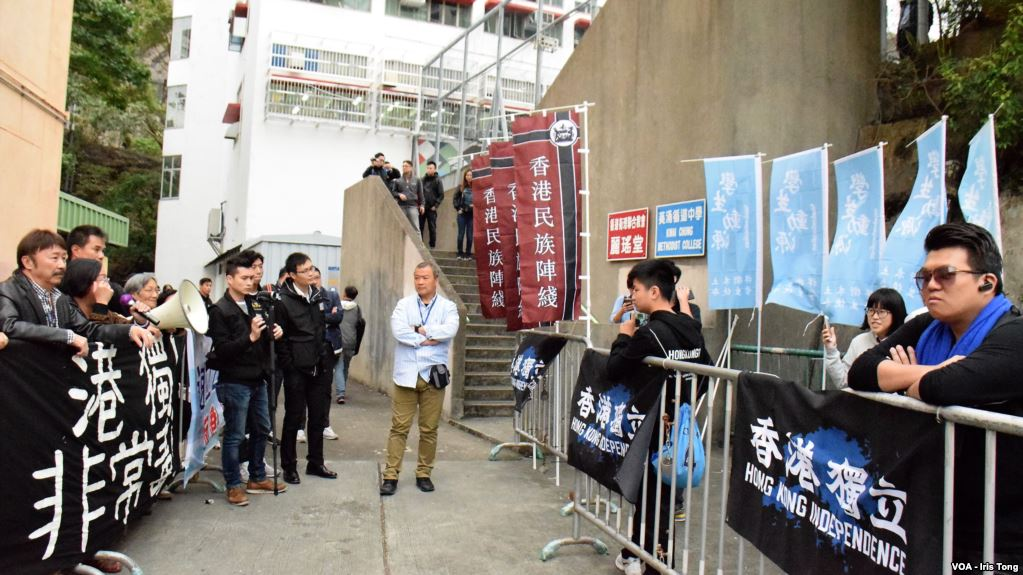
2017年11月26日，有團體抗議葵涌循道中學校方干預學生言論自由

2017年11月16日，於第21屆明報校園記者開學禮之合照環節中，葵涌循道中學學生劉康於行政長官林鄭月娥後方，高舉「香港獨立」標語，抗議香港政府不斷打壓獨立運動及言論自由。
事後，葵涌循道中學校方警告劉康，並要求見家長，又表明，若再次於林鄭月娥後方，舉「香港獨立」標語，就會記過。
劉康認為，示威是應有的表達權利，不認為當日抗議港府是有錯，並對校方感到不滿。劉表示，不會怕被打壓而放棄示威權，並計劃於11月24日於葵涌循道中學校外，派發宣傳香港獨立之單張。
11月24日，香港民族陣綫及學生動源於葵涌循道中學外，聲援劉康，並批評校方政治打壓，干預言論自由。同時，校方就以所謂安全理由，超過2小時不讓劉康離開學校。劉康批評，校方做法不合理。而劉康於此日仍有與一些人在學校門口，抗議校方。。
2018年11月28日，劉康發表文章，回顧此事，題為〈面對不義校方就要反抗〉，鼓勵學生「面對不義校方就要反抗」。

## 著名校友
- 陳豪（中三肄業）：無綫電視演員[註 1]
- 張衛健（1981年中四肄業）：藝人
- 羅鈞滿（中七畢業），藝人
- 李麗珊，前亞洲電視藝人，現任有線電視綜藝節目主持
- 林日曦（中四肄業）[13]：作家、《100毛》創辦人
- 何嘉裕 : TVB兒童節目主持
- 尹子龍（2001年中五畢業）：香港電台節目主持
- 唐詩詠：著名女演員，後涉足飲食界
- 樓嘉豪（2012年中六畢業）：演員
- 劉康（2019年中六畢業）：社會運動參與者、時事評論員

## 註解
1. ↑  關於陳豪童年住處和就學的資料出自香港電台第二台廣播節目《守下留情》於2017年10月2日播出的訪問「十月鉅獻--陳豪訪問第一集 + 電影歌曲一小時，重溫！」。

## 外部連結
- 葵涌循道中學 （页面存档备份，存于）

22°21′08″N 114°07′49″E / 22.3523°N 114.1302°E